# Велдонов процес
Велдонов процес је процес који је 1866. развио Валтер Велдон да би се дошло до манган диоксида за поновну употребу у производњи хлора. Комерцијалне операције почеле су у Гембл ворксу у Св. Хелени 1869. године. Процес је описан релативно детаљно у књизи, Алкална индустрија, аутора Џ. Р. Партингтона (доктор наука).
Уобичајен метод за производњу хлора у то време била је реакција манган диоксида (и повезаних оксида) са хидрохлорном киселином да би се добио хлор:
MnO2 + 4 HCl → MnCl2 + Cl2 + 2H2O
Велдонов допринос је био да се развије процес рециклирања мангана. Отпадно једињење манган(II) хлорид третира се кречњаком, паром и кисеоником, производећи калцијум манганит(IV):
2 MnCl2 + 3 Ca(OH)2 + O2 → CaO·2MnO2 + 3 H2O + 2 CaCl2
Резултујући калцијум манганит може да реагује са HCl као што је дато:
CaO·2MnO2 + 10 HCl → CaCl2 + 2 MnCl2 + Cl2 + 5 H2O
Манган(II) хлорид може да се рециклира, а калцијум хлорид је отпадни нуспродукт.
Велдонов процес је први пут замењен Диконовим процесом а касније хлоралкалним процесом.